# Bibliothek der Philosophen
Bibliothek der Philosophen ist eine deutschsprachige philosophische Buchreihe.

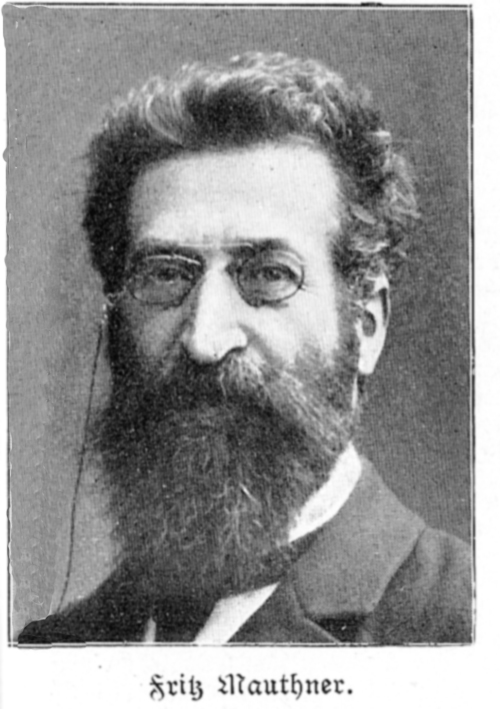

## Einführung
Die von Fritz Mauthner (1849–1923) herausgegebene Reihe erschien in den Jahren 1912–1920 in München bei Georg Müller. Es erschienen 11 Titel in 15 Bänden, die Nummern 13/14 und 17 nicht erschienen.
Fritz Mauthner war ein Philosoph, Kritiker und Schriftsteller, der aus einer assimilierten deutsch-jüdischen Familie stammte und dem Judentum gegenüber entfremdet blieb. Er ist bekannt für seine Arbeiten über Sprache und Philosophie, darunter sein kritischer „unhistorischer Essay“ über Aristoteles. und insbesondere sein umfangreiches Spätwerk Der Atheismus und seine Geschichte im Abendlande.

## Bände
- Band 1: Immanuel Kant: Briefwechsel von Immanuel Kant. Band 1. H. E. Fischer (Hrsg.), 1912
- Band 2: Friedrich Heinrich Jacobi: Jacobis Spinoza Büchlein. Nebst Replik und Duplik. Fritz Mauthner (Hrsg.), 1912, 27+344 S.
- Band 3: Arthur Schopenhauer: Die Welt als Wille und Vorstellung. Band 1. Ludwig Berndl (Hrsg.), 1912
- Band 4: Die Schriften zu J. G. Fichte's Atheismus-Streit. Hans Lindau (Hrsg.), 1912
- Band 5: Agrippa von Nettesheim: Die Eitelkeit und Unsicherheit der Wissenschaften und die Verteidigungsschrift. Band 1. Fritz Mauthner (Hrsg.), 1913, 54+322 S.
- Band 6: Immanuel Kant: Briefwechsel von Immanuel Kant. Band 2. H. E. Fischer (Hrsg.), 1912
- Band 7: Immanuel Kant: Briefwechsel von Immanuel Kant. Band 3. H. E. Fischer (Hrsg.), 1913
- Band 8: Agrippa von Nettesheim: Die Eitelkeit und Unsicherheit der Wissenschaften und die Verteidigungsschrift. Band 2. Fritz Mauthner (Hrsg.), 1913, 7+294 S.
- Band 9: Friedrich Hebbel: Hebbel als Denker. Bernhard Münz (Hrsg.), 1913
- Band 10: Arthur Schopenhauer: Die Welt als Wille und Vorstellung. Band 2. Ludwig Berndl (Hrsg.), 1913
- Band 11: Søren Kierkegaard: Auswahl aus seinen Bekenntnissen und Gedanken. Fritz Droop (Hrsg.), 1914
- Band 12: Otto Friedrich Gruppe: Antäus. Band 1. Fritz Mauthner (Hrsg.), 1914, 35+534 S.
- Bände 13 und 14 nicht erschienen
- Band 15: Bernard Mandeville: Mandevilles Bienenfabel. Otto Bobertag (Hrsg.), 1914
- Band 17 nicht erschienen
- Band 16: Nicole Malebranche: Erforschung der Wahrheit. Artur Buchenau (Hrsg.), 1920
- Band 18: Immanuel Kant: Kritik der reinen Vernunft. In stilistischer Überarbeitung herausgegeben von H. E. Fischer, 1920